# Sans Soleil – Unsichtbare Sonne
Sans Soleil – Unsichtbare Sonne (französisch sans soleil ‚ohne Sonne‘) ist ein französischer Essayfilm aus dem Jahr 1983 von Chris Marker. Der Titel bezieht sich auf den gleichnamigen Liederzyklus von Modest Mussorgski. Sans Soleil ist eine Meditation über die Natur menschlicher Erinnerung. 2003 wurde er von der Bundeszentrale für politische Bildung in den Filmkanon aufgenommen.

## Inhalt
Bei dem Film handelt es sich um eine reiche Vermischung von Gedanken, Bildern und Szenen vor allem aus Japan und Guinea-Bissau. Andere Szenen wurden in Paris und San Francisco gedreht. Eine Erzählerin liest fiktive Briefe des erfundenen Kameramannes Sandor Krasna, der darin auch seine Erlebnisse auf Reisen beschreibt. Der Wechsel von Themen und Orten ist frei fließend. Im Film wird über die Schönheiten der Natur referiert und sie gezeigt, gleichzeitig auch ihre Bedrohung durch die Zivilisation beleuchtet.

## Rezeption
Jochen Brunow bezeichnete den Film im Metzler Filmlexikon als einen „Film von großer Dichte und Komplexität, kein(en) klassische(n) Essayfilm. […] Reisebeschreibungen, in Briefform geäußerte Gedanken, Gedichte, Anekdoten, thematische Reflexionen über Bilder und das Kino wechseln kunstvoll miteinander ab. Sans soleil setzt auf die analytische Kraft der Bilder, auf die Errettung der äußeren Wirklichkeit. Der Film schafft dies, indem er die große Bilderflut, die numerische Vervielfachung der existierenden Bilder und die Zersetzung ihrer Abbildfunktion durch die elektronische Bearbeitung im Computer, in den Körper des Films selbst hineinholt.“
Das Lexikon des internationalen Films bewertet den Film als „Ein fesselndes intellektuelles Abenteuer des Sehens und des Hörens.“
Hans-Christoph Blumenberg schreibt in Der Zeit „‚Sans Soleil‘ […] ist das intime Tagebuch eines Bildersammlers, eines Fetischisten, der von der „magischen Funktion des Auges“ spricht. Marker ist den Bildern verfallen, aber er traut ihnen nicht. Sie bleiben flüchtig, unbestimmt, manchmal auch schroff abweisend. Marker liebt die ‚Impermanenz der Dinge‘. Er sagt: „Die Poesie entsteht aus der Unsicherheit“. […] ‚Sans Soleil‘ ist ein unmöglicher Film: ein Expeditionsbericht in das Innere des magischen Auges, ein ethnographischer Essay, das Tagebuch eines Besessenen. Er paßt in kein Kino. Man muß ihn sehen.“
In der Süddeutschen Zeitung schreibt Fritz Göttler in einem Nachruf auf Chris Marker zu dem Film „Sans Soleil aus dem Jahr 1983 ist der Wendepunkt im Werk von Chris Marker, und ein Wendepunkt im modernen Kino. Eine Bewegung geht von dem Film aus, die in die Zukunft wie in die Vergangenheit weist. Man kann nicht mehr Filme machen wie man es bislang tat und man kann nicht mehr auf die Filme schauen in der vertrauten Manier. Es ist, als wäre man selbst in eine Spirale versetzt wie der zeitreisende Held in seinem Film ‚La jetée‘, aus dem Jahr 1963, in dem er nachwies, dass nicht der Fluss der Bilder im Kino zählt, sondern das was sie zum Stocken bringt. Die Kunst der Evasion in höchster Vollendung. Der Film besteht aus kristallisierten Einzelmomenten, in denen das Kino der Gegenwart zu entfliehen versucht, durch die gerade aber Realität ins Kino eindringt.“

## Auszeichnungen
Sans Soleil erhielt eine „Besondere Erwähnung“ bei den OCIC-Awards der Berlinale 1983. Das British Film Institute verlieh Chris Marker im selben Jahr die Sutherland Trophy.